# Guerra de Kalinga

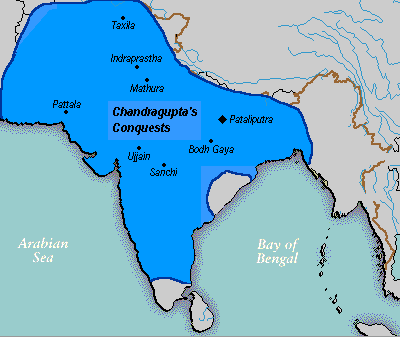
Mapa del Imperio maurya al ascender al trono Asoka.

La guerra de Kalinga fue un conflicto librado entre 261-260 a. C. entre el Imperio maurya y el estado de Kalinga, una república de ubicada en el actual territorio de Orissa. Esta fue la única gran guerra librada durante el reinado de Asóka el Grande. Kalinga ofreció una fuerte resistencia, pero fue insuficiente para contener la fuerza superior del ejército maurya. El excesivo derramamiento de sangre fue la razón que Asoka dio para adoptar el budismo. Después de la conquista, la región fue incorporada al Imperio. 

## Antecedentes
Probablemente situado entre los dominios mauryas de Bengala y Andar, la Kalinga independiente fue «una espina en el cuerpo político Imperio Máuria» y pudo haber representado una amenaza a sus dominios. La conquista de Kalinga fue motivada por razones políticas y económicas. Situado en el camino de las rutas del valle del Ganges, fue también una rica zona marítima, que si se incorporaba al Imperio se convertiría en una buena fuente de renta.
Durante la precedente dinastía Nanda, Kalinga estaba bajo control de Magadha, pero recuperó su independencia con el inicio del gobierno de los mauryas. Desde el tiempo del abuelo y del padre de Asoka, los emperadores Chandragupta Maurya (322/321-298 a. C.) y Bindusara (298-272/268 a. C.), el Imperio estaba siguiendo una política de expansión territorial. Para realizar la tarea de conquistar Kalinga, Asoka primero trató de asegurar el trono imperial.

## Fuerzas en combate
Los imperios clásicos (romano, parto, China de los Han y maurya) sumaban todos varios millones de kilómetros cuadrados y tenían una población mayor a los veinte millones de personas. El maurya era un poco más pequeño que el romano en extensión pero con una población similar a la cuenca del Mediterráneo, unas 50 millones de almas viviendo en el mayor imperio de la historia india. Gracias a su alta población, dinámica economía, burocracia eficaz y altos impuestos era capaz de contar con un ejército de más de medio millón de soldados y miles de elefantes de guerra, muy superior a estados indios previos, de hecho, Megástenes habla de 600.000 infantes, 30.000 jinetes y 9.000 elefantes según Plinio el Viejo o 60.000 infantes, 30.000 jinetes y 8.000 elefantes según Cayo Julio Solino. Si a estas tropas les sumaran los funcionarios y espías, el Estado maurya seguramente contaba con más de un millón de trabajadores. Actualmente se estima que 400.000 fueron movilizados en la campaña.
Según Plinio y Megástenes el ejército de los defensores se componía de 60.000 infantes, 1.000 jinetes y 700 elefantes al mando del rajá Anantha Padmanabhan. Debe mencionarse que los ejércitos del sur del subcontinente se caracterizaban por su deficiente caballería pero alta proporción de elefantes

## Guerra

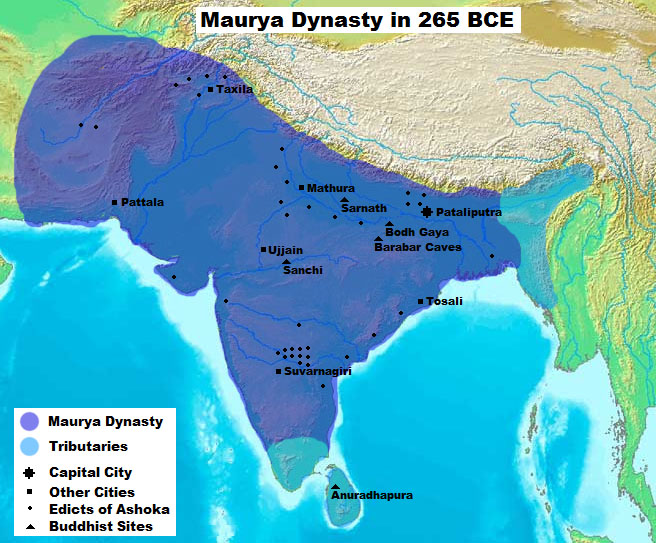
Mapa del Imperio después de la guerra en azul y los estados tributarios en celeste.

De acuerdo con el 13º edicto de Asoka, la guerra comenzó en el octavo año de su reinado, probablemente en 261 a. C.. La batalla de Kalinga fue trabada en la orilla del río Daia entre las fuerzas imperiales y los habitantes de la región. A través del 14º edicto se sabe que la batalla fue masiva y causó la muerte de más de 10.000 de los soldados mauryas y 100.000 soldados y muchos civiles de Kalinga, mientras que más de 150.000 fueron deportados. Se dice que al final de la batalla, el río Daia se puso rojo con la sangre de los muertos.

## Consecuencias
Con el fin del conflicto, Kalinga fue anexionada al Imperio Máuria. Esta guerra tuvo un efecto profundo sobre las políticas públicas y la personalidad de Asoka. Producto de la crueldad de los combates, el monarca arrepentido, se convierte a la filosofía no violenta del budismo. Él nunca emprendió otra guerra y también instruyó a sus hijos y nietos a «nunca emprender tal guerra»; para él una conquista debía ser hecha mediante la piedad y virtud (Dharma-Vijaia). Después de la conquista de Kalinga, Asoka dedicó su vida al bienestar moral y material de las personas y reformuló sus políticas con tal propósito.

### Antiguas
- Los edictos del rey Asoka. Digitalizado por Colostate. Basado en traducción sánscrito-inglés por Ven. S. Dhammika, 1993, Buddhist Publication Society, ISBN 955-24-0104-6.
- Cayo Julio Solino. Las maravillas del mundo. Digitalizado en latín por The Latin Library. Basado en C. L. F. Panckoucke editions, París, 1847.
- Gayo Plinio Segundo. Historia natural. Libro 6 digitalizado por UChicago. Basado en edición de Karl Mayhoff, en latín, edición de Teubner, 1909.
- Megástenes. Índica (fragmentos). En Ancient India as Described by Megasthenes and Arrian. Traducción griego antiguo-inglés y edición por J. W. McCrindle, Calcuta & Bombay: Thacker Spink, 1877, pp. 30-174.

### Modernas
- Agarwal, M. K. (2012). From Bharata to India: Chrysee the Golden. iUniverse. ISBN 1475907656.
- Bentley, Jerry (1993). Old World Encounters: Cross-Cultural Contacts and Exchanges in Pre-Modern Times. Nueva York: Oxford University Press.
- Boesche, Roger (2003). The First Great Political Realist: Kautilya and His Arthashastra. Lexington Books. ISBN 9780739106075.
- Daniélou, Alain (2003). A Brief History of India. Inner Traditions/Bear & Co. ISBN 1594777942.
- Davidar, David (2007). The Solitude of Emperors. Penguin Books India. ISBN 0670081434.
- Field, Field F. (2012). «The Execution of Mithridates». En One Bloody Thing After Another: The Worlds Gruesome History. Michael O'Mara Books. ISBN 1843179180.
- Mohapatra, Ramesh Prasad (1986). Military History of Orissa. Nueva Delhi: Cosmo Publications. ISBN 81-7020-282-5.
- Raychaudhuri, H. C. & Mukherjee, B. N. (1996). Political History of Ancient India: From the Accession of Parikshit to the Extinction of the Gupta Dynasty. Oxford University Press.
- Roy, Kaushik (2015). Military Manpower, Armies and Warfare in South Asia. Routledge. ISBN 9781317321286.
- Salles, Catherine (2008). Larousse das Civilização Antigas. Vol. I de Babilônia aos Exército Enterrado Chinês. São Paulo: Larousse do Brasil. ISBN 978-85-7635-443-7.
- Truxillo, Charles A. (2008). Periods of World History: A Latin American Perspective. Jain Publishing Company. ISBN 9780895818638.

- Datos: Q714557